# Rhein-Neckar-Zeitung
Rhein-Neckar-Zeitung (RNZ) é um jornal alemão com sede em Heidelberg e uma circulação diária vendida de 89.050 exemplares. O jornal é editado pela empresa Rhein-Neckar-Zeitung GmbH e é membro da Zeitungsgruppe Rhein-Neckar, uma rede de editoras de jornais da região que cooperam no negócio dos anúncios e conteúdos redacionais. O jornal foi fundado em 5 de setembro de 1945 por Rudolf Agricola, Theodor Heuss e Hermann Knorr.